# 全氟辛酸
全氟辛酸（英語：Perfluorooctanoic acid，缩写PFOA，共軛鹼为全氟辛酸根），也称为C8，是一个人工合成的全氟羧酸和含氟表面活性剂。工业上的一个应用是作为含氟聚合物乳液聚合的一种表面活性剂。它已用于制造聚四氟乙烯（商品名为“特氟龙”）这样的常见消费品。PFOA自1940年代以来就已经实现工业化生产。PFOA也是氟代调聚物降解的前体。
它在2023年被列入IARC第1类致癌物质。